# Leo Stopfer
Leo Stopfer (* 15. Mai 1964 in Tulln an der Donau, Österreich) ist ein österreichischer Maler, der besonders als „Maler der Ballett-Stars“ bekannt wurde.

## Werk
Im Jahr 1979 entstanden erste Porträt-Zeichnungen gefolgt von durch das Werk Pablo Picassos inspirierten Ölbildern 1981. Seine erste Ausstellung fand 1982 in seinem Heimatort Hohenwarth in Niederösterreich statt. Seit 1989/90 prägten unter dem Motto „Die Erde hat eine Haut“ – abstrakte Naturbilder in einer Mischtechnik (Erde, Steine und Sand ergeben verbunden mit der Acryl- oder Ölfarbe eine reliefartige Struktur) bis 2009 sein Werk.
Stopfer identifiziert sich mit dem Thema „Ballett“; mehr als die Hälfte seiner Arbeiten ist der Darstellung von Tänzern gewidmet. Bereits im Jahr 1989 hat Leo Stopfer seine ersten Pastell-Bilder und Zeichnungen der Ballerina Mitra Nayeri angefertigt und wählte, fasziniert von der Schönheit des klassischen Tanzes, das Ballett zum Hauptthema seiner Kunst. Er schuf zahlreiche Gemälde mit den größten Ballerinen des 20. und 21. Jahrhunderts. Darunter sind Tänzerinnen wie Diana Vishneva (Mariinsky-Theater), Olga Smirnowa und Evgenia Obraztsova vom Bolschoi-Theater, Vladimir Malakhov, Maria Abashova (Boris-Eifman-Ballett), Maria Yakovleva (Wiener Staatsballett) sowie Isabelle Ciaravola und Ludmila Pagliero (Pariser Oper).

## Ausstellungen
Seit seiner ersten Ausstellung im Jahre 1982 wurden Stopfers Arbeiten u. a. in London, Wien, Berlin, Moskau und Luxemburg gezeigt. 2017 erhielt er als erster Künstler eine Einladung, um im Originalstudio von Gustav Klimt in der Klimt-Villa in Wien zu arbeiten. Hier schuf er zahlreiche Zeichnungen und Frauenporträts unter dem Titel „Meine Musen“. Diese Werkserie wurde im Mai 2018 in einer Einzelausstellung in der Klimt-Villa vorgestellt.
Seine aktuelle Einzelausstellung 2019 findet in der Wiener Staatsoper statt. Hier werden seine Werke mit Tänzern der Wiener Staatsoper gezeigt.